# Blanca Rosa
Blanca Rosa är en ort i Mexiko. Den är belägen i kommunen Tapalapa och delstaten Chiapas, i den sydöstra delen av landet, 700 km öster om huvudstaden Mexico City. Blanca Rosa ligger 1 031 meter över havet och antalet invånare är 201.
Terrängen runt Blanca Rosa är kuperad åt sydost, men åt nordväst är den bergig. Runt Blanca Rosa är det ganska tätbefolkat, med 104 invånare per kvadratkilometer. Närmaste större samhälle är Ocotepec, 3,5 km sydväst om Blanca Rosa. I omgivningarna runt Blanca Rosa växer i huvudsak städsegrön lövskog.
Årsmedeltemperaturen i trakten är 19 °C. Den varmaste månaden är april, då medeltemperaturen är 23 °C, och den kallaste är oktober, med 16 °C. Genomsnittlig årsnederbörd är 1 937 millimeter. Den regnigaste månaden är september, med i genomsnitt 330 mm nederbörd, och den torraste är april, med 44 mm nederbörd.